# Ymer (mjölkprodukt)
Ymer är en dansk mjölkprodukt som påminner om filmjölk. Den tillverkas av mjölk som syras med Lactococcus lactis, samma kultur som används i långfil. Vid tillverkning av ymer låter man vassle rinna av, varigenom halten av protein ökar. Fetthalten är oftast 3,5 procent. Namnet Ymer registrerades 1937 av en mejerist vid namn E. Larsen i Hatting. Ymer äts till frukost etcetera. Ett speciellt tillbehör är ymerdrys (ungefär ymerströssel) som består av torkat smulat rågbröd och farinsocker.